# Allonne (Oise)
Allonne és un municipi francès, situat al departament de l'Oise i a la regió dels Alts de França. L'any 2007 tenia 1.471 habitants.

## Demografia

### Població
El 2007 la població de fet d'Allonne era de 1.471 persones. Hi havia 553 famílies de les quals 98 eren unipersonals (39 homes vivint sols i 59 dones vivint soles), 188 parelles sense fills, 208 parelles amb fills i 59 famílies monoparentals amb fills.
La població ha evolucionat segons el següent gràfic:
Habitants censats

### Habitatges
El 2007 hi havia 602 habitatges, 569 eren l'habitatge principal de la família, 13 eren segones residències i 20 estaven desocupats. 549 eren cases i 45 eren apartaments. Dels 569 habitatges principals, 443 estaven ocupats pels seus propietaris, 110 estaven llogats i ocupats pels llogaters i 16 estaven cedits a títol gratuït; 4 tenien una cambra, 31 en tenien dues, 90 en tenien tres, 143 en tenien quatre i 300 en tenien cinc o més. 463 habitatges disposaven pel capbaix d'una plaça de pàrquing. A 208 habitatges hi havia un automòbil i a 316 n'hi havia dos o més.

### Piràmide de població
La piràmide de població per edats i sexe el 2009 era:
| Homes | Edats   | Dones |
| ----- | ------- | ----- |
| 0     | 95 o +  | 0     |
| 0     | 90 a 94 | 4     |
| 4     | 85 a 89 | 8     |
| 8     | 80 a 84 | 12    |
| 20    | 75 a 79 | 32    |
| 44    | 70 a 74 | 12    |
| 12    | 65 a 69 | 40    |
| 24    | 60 a 64 | 20    |
| 40    | 55 a 59 | 20    |
| 52    | 50 a 54 | 52    |
| 64    | 45 a 49 | 64    |
| 64    | 40 a 44 | 40    |
| 52    | 35 a 39 | 52    |
| 28    | 30 a 34 | 32    |
| 44    | 25 a 29 | 24    |
| 36    | 20 a 24 | 24    |
| 53    | 15 a 19 | 36    |
| 72    | 10 a 14 | 52    |
| 32    | 5 a 9   | 24    |
| 20    | 0 a 4   | 24    |

## Economia
El 2007 la població en edat de treballar era de 999 persones, 764 eren actives i 235 eren inactives. De les 764 persones actives 712 estaven ocupades (377 homes i 335 dones) i 52 estaven aturades (24 homes i 28 dones). De les 235 persones inactives 100 estaven jubilades, 80 estaven estudiant i 55 estaven classificades com a «altres inactius».

### Ingressos
El 2009 a Allonne hi havia 581 unitats fiscals que integraven 1.566 persones, la mediana anual d'ingressos fiscals per persona era de 22.164 €.

### Activitats econòmiques
Dels 122 establiments que hi havia el 2007, 2 eren d'empreses alimentàries, 1 d'una empresa de fabricació de material elèctric, 11 d'empreses de fabricació d'altres productes industrials, 15 d'empreses de construcció, 38 d'empreses de comerç i reparació d'automòbils, 7 d'empreses de transport, 7 d'empreses d'hostatgeria i restauració, 9 d'empreses financeres, 5 d'empreses immobiliàries, 15 d'empreses de serveis, 4 d'entitats de l'administració pública i 8 d'empreses classificades com a «altres activitats de serveis».
Dels 21 establiments de servei als particulars que hi havia el 2009, 4 eren tallers de reparació d'automòbils i de material agrícola, 2 paletes, 3 guixaires pintors, 2 fusteries, 2 lampisteries, 2 electricistes, 1 empresa de construcció, 2 perruqueries i 3 restaurants.
Dels 8 establiments comercials que hi havia el 2009, 1 era un supermercat, 1 una botiga de menys de 120 m², 1 una peixateria, 1 una botiga d'electrodomèstics, 1 una botiga de material esportiu, 1 una botiga de material de revestiment de parets i terra i 2 floristeries.
L'any 2000 a Allonne hi havia 9 explotacions agrícoles.

## Equipaments sanitaris i escolars
El 2009 hi havia 1 escola maternal i 1 escola elemental.

## Poblacions més properes
El següent diagrama mostra les poblacions més properes.